# Тамирское сельское поселение
Се́льское поселе́ние «Тамирское» (бур. Тамирын hомон) — муниципальное образование в Кяхтинском районе Бурятии Российской Федерации.
Административный центр — село Тамир.

## История
Статус и границы сельского поселения установлены Законом Республики Бурятия от 31 декабря 2004 года № 985-III «Об установлении границ, образовании и наделении статусом муниципальных образований в Республике Бурятия».
5 мая 2011 года сельские поселения «Тамирское» и «Убур-Киретское»  объединены в МО СП «Тамирское».

## Население
| 2002  | 2011  | 2012  | 2013  | 2014  | 2015  | 2016  |
| ----- | ----- | ----- | ----- | ----- | ----- | ----- |
| 1588  | ↘995  | ↗1247 | ↘1219 | ↘1191 | ↘1172 | ↘1145 |
| 2017  | 2018  | 2019  | 2020  | 2021  | 2023  | 2024  |
| ↘1096 | ↘1077 | ↘1051 | ↘1026 | ↗1087 | ↘1043 | ↘1021 |

## Состав сельского поселения
| № | Населённый пункт | Тип населённого пункта       | Население |
| - | ---------------- | ---------------------------- | --------- |
| 1 | Ивановка         | село                         | ↘177      |
| 2 | Тамир            | село, административный центр | ↘661      |
| 3 | Убур-Киреть      | село                         | ↘292      |
| 4 | Шазагай          | село                         | ↘163      |